# Bouky
Bouky (ukrainien : Буки, russe : Буки) est une commune urbaine de l'oblast de Tcherkassy, en Ukraine. Elle compte 1 753 habitants en 2021.

## En images

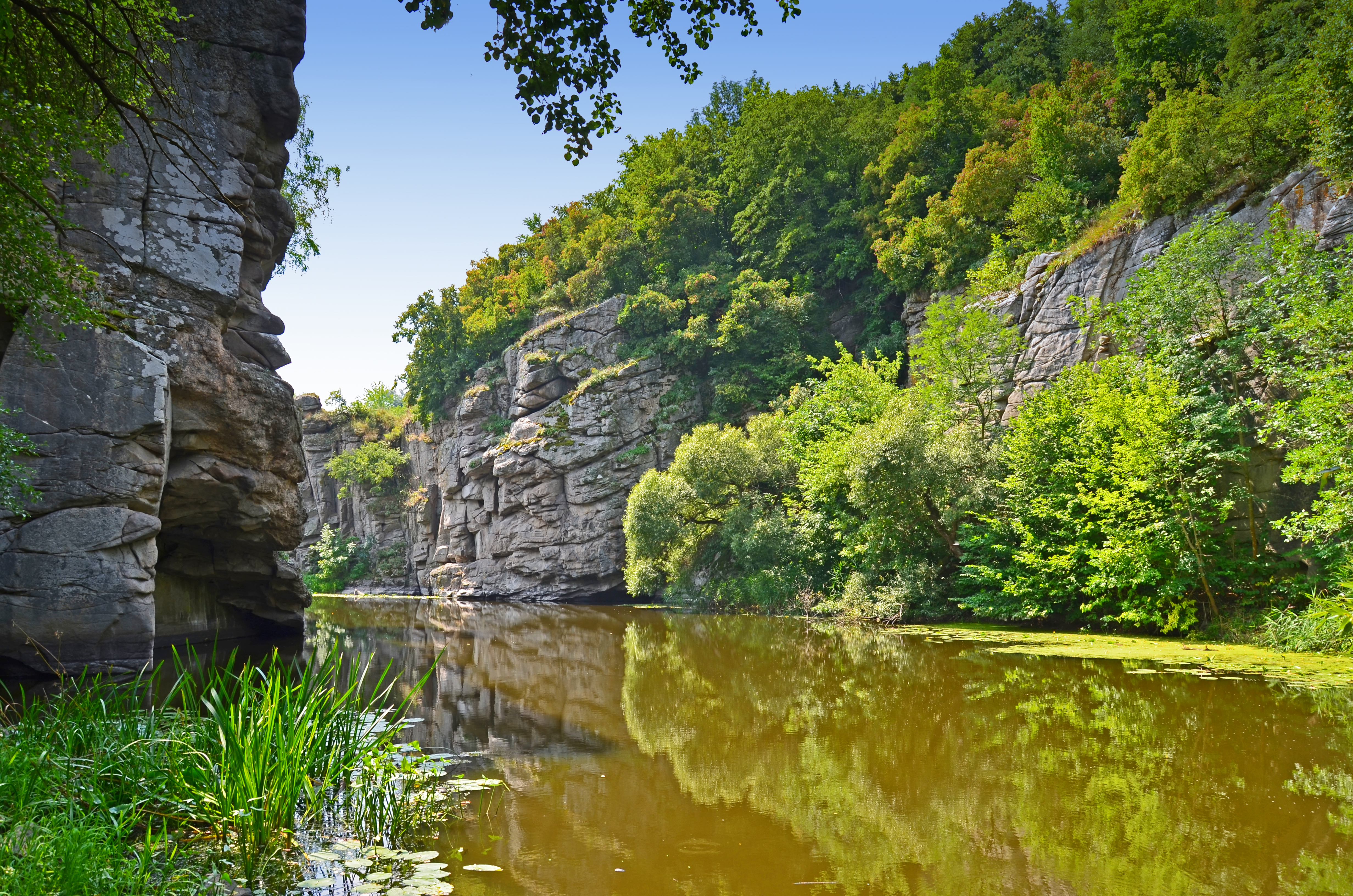
Gorge de Bouky, Registre national des monuments immeubles d'Ukraine[2],
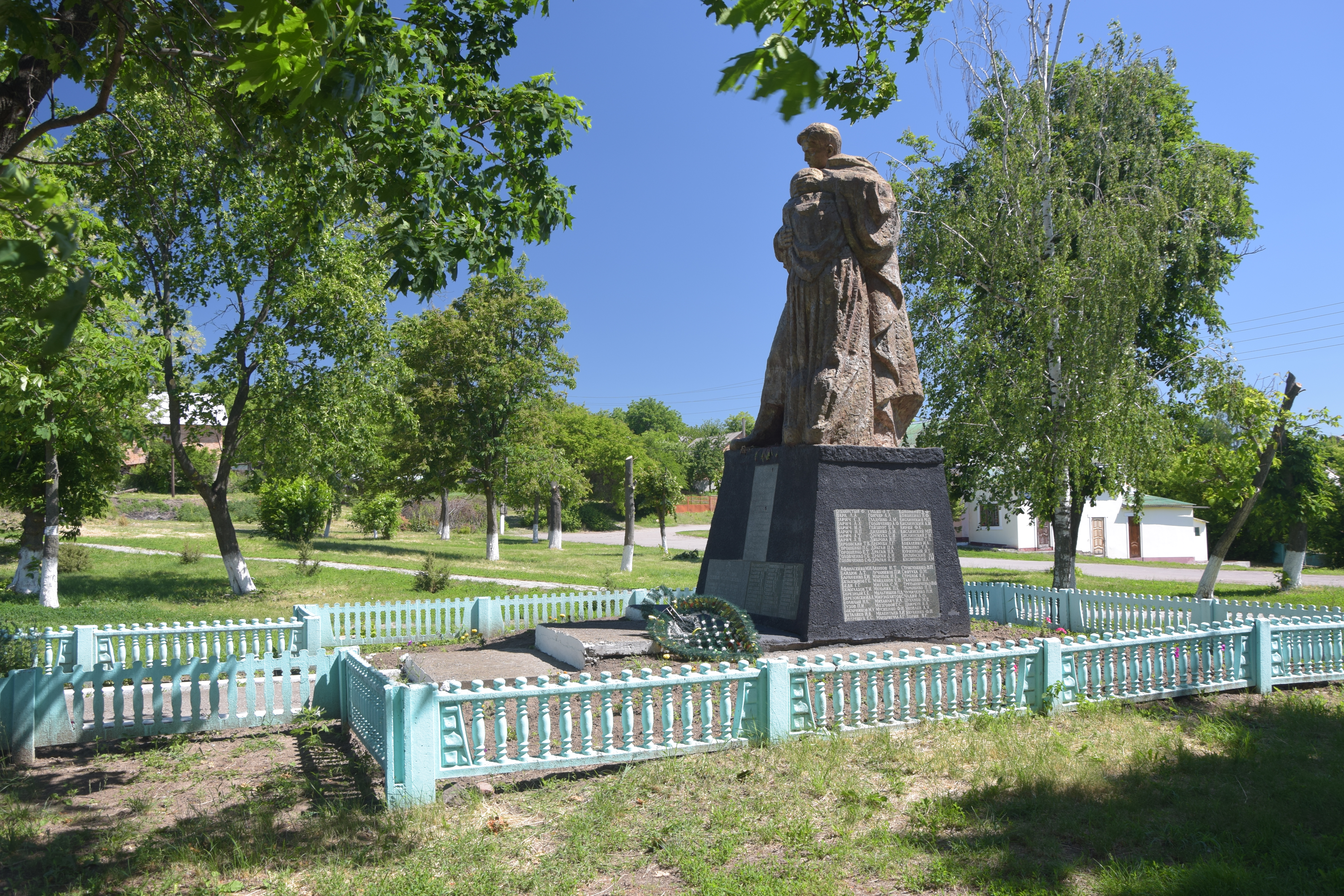
mémorial, classé[3],
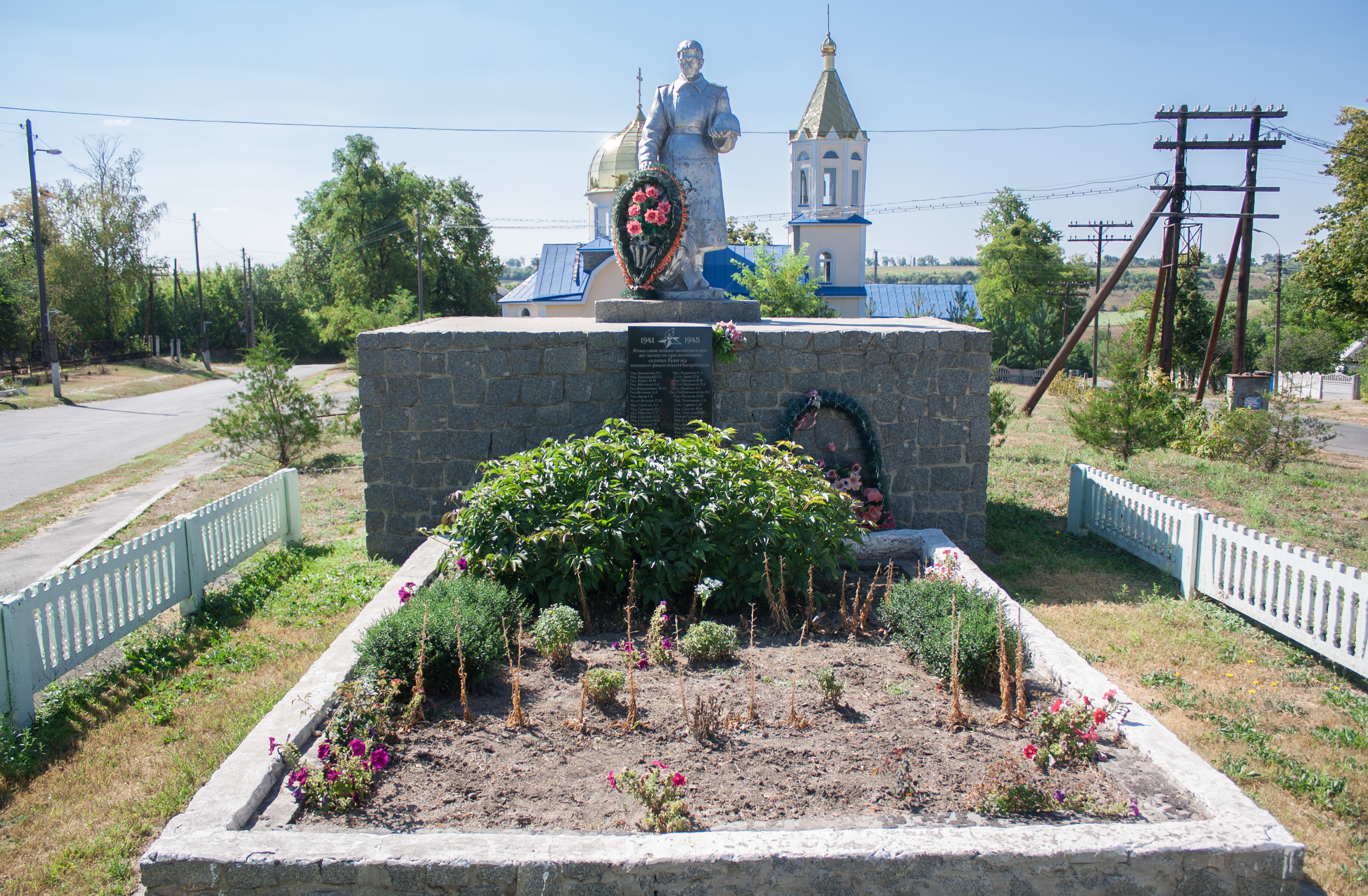
mémorial classé[4] et église,
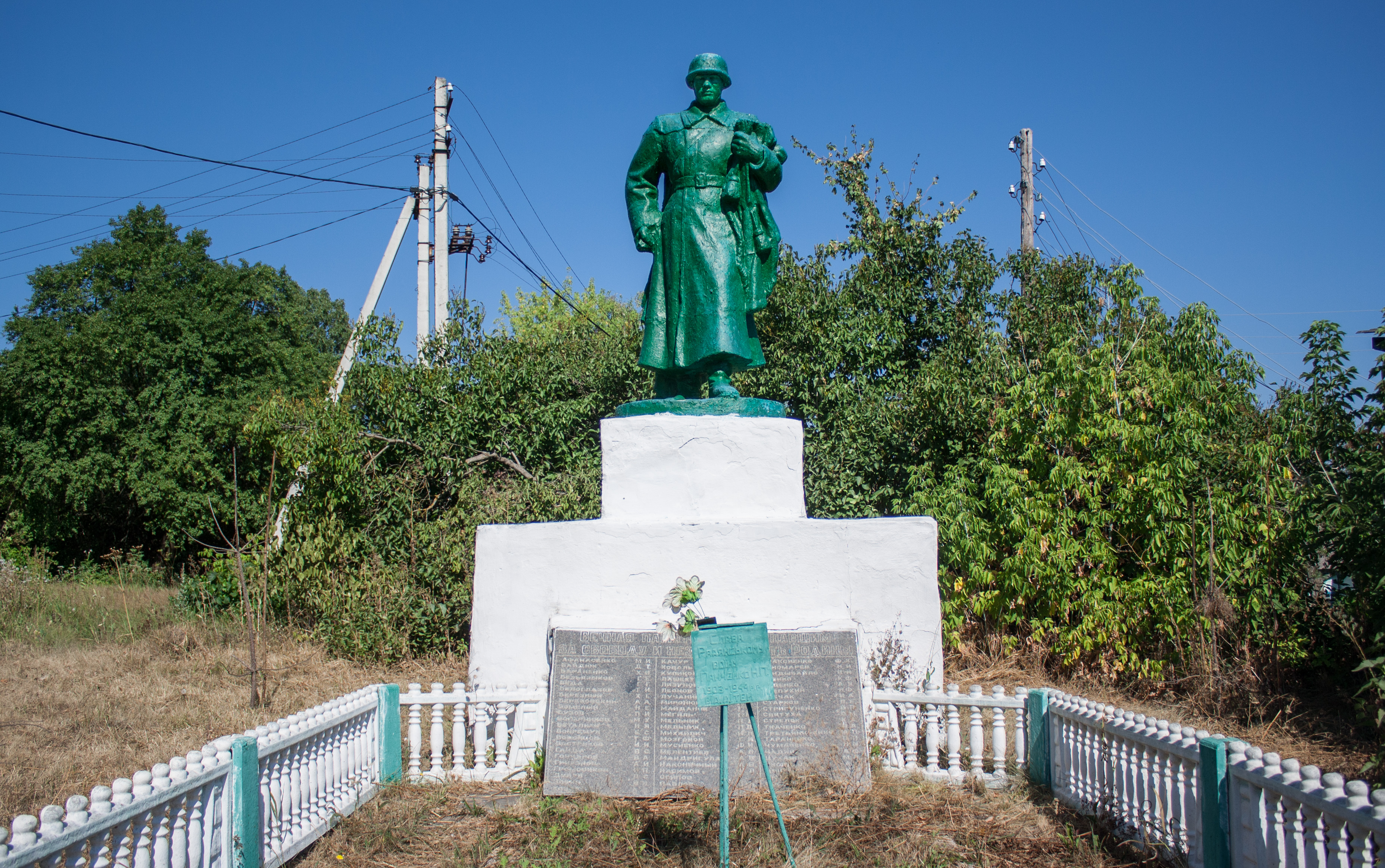
mémorial, classé[5],
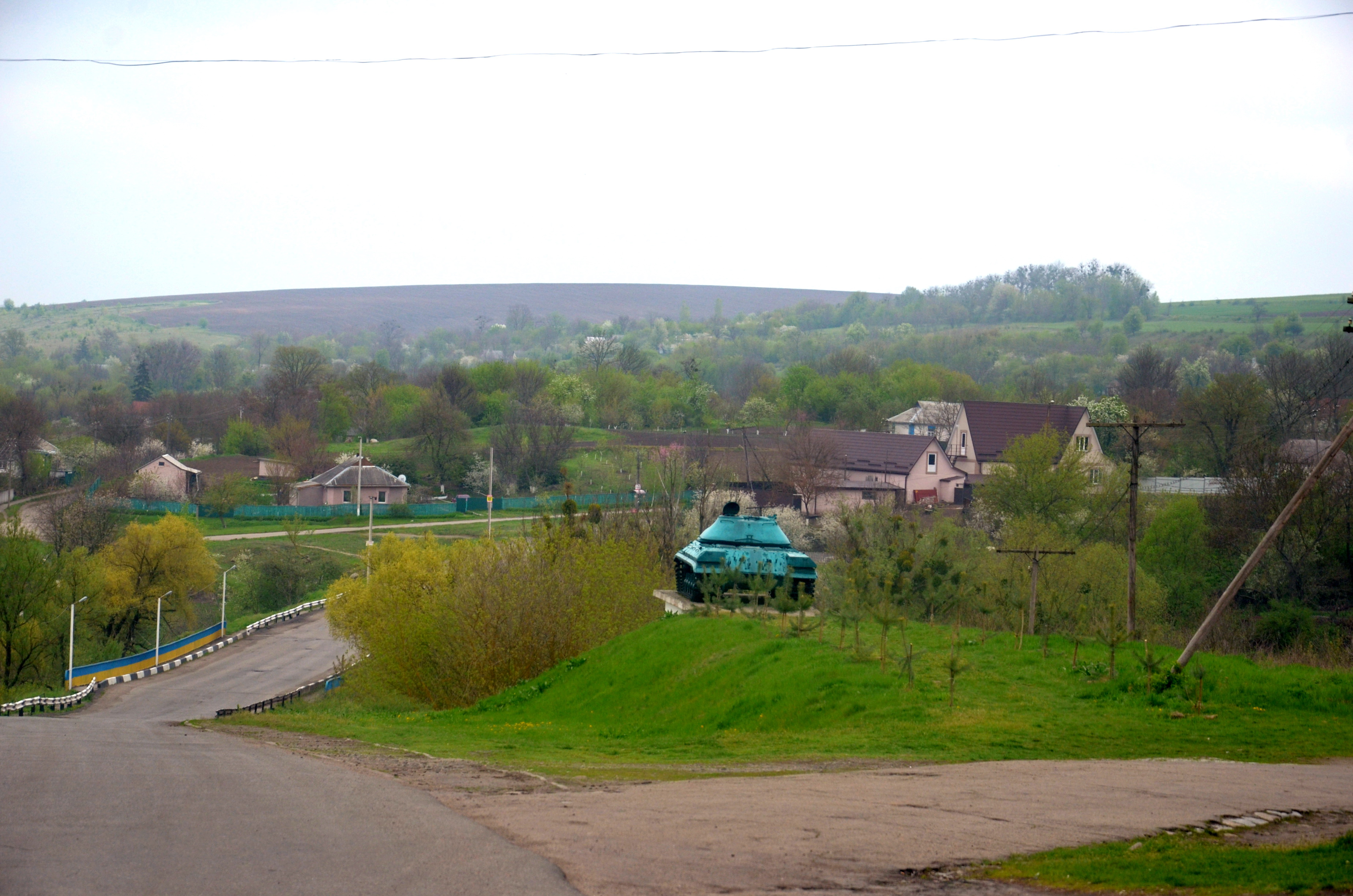
char mémorial, classé[6], et vue du village,
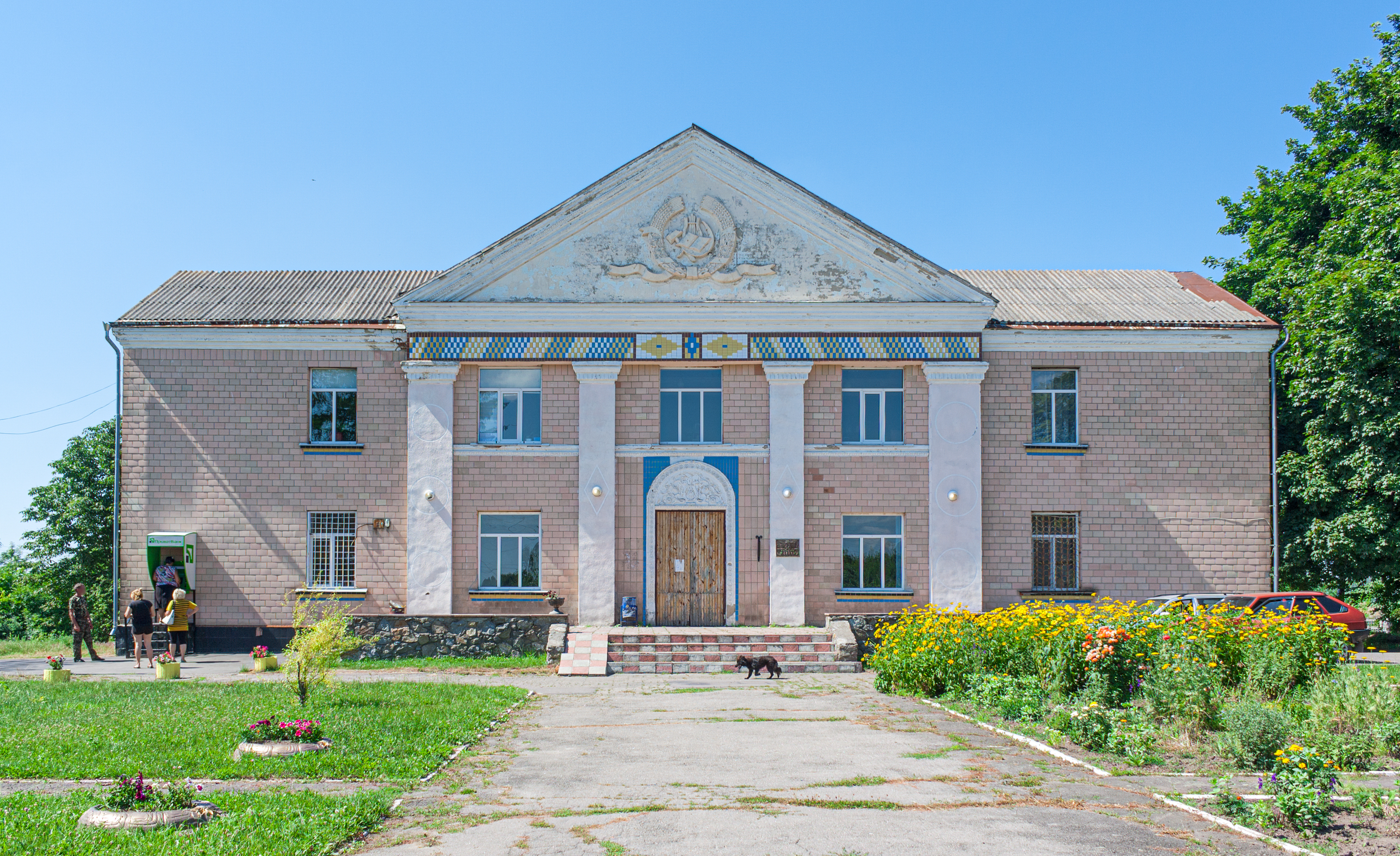
palais de la culture.